# Vironchaux
Vironchaux is een gemeente in het Franse departement Somme (regio Hauts-de-France) en telt 425 inwoners (2004). De plaats maakt deel uit van het arrondissement Abbeville.

## Geografie
De oppervlakte van Vironchaux bedraagt 16,4 km², de bevolkingsdichtheid is 25,9 inwoners per km².
De onderstaande kaart toont de ligging van Vironchaux met de belangrijkste infrastructuur en aangrenzende gemeenten.

## Demografie
Onderstaande figuur toont het verloop van het inwonertal (bron: INSEE-tellingen).

## Externe links

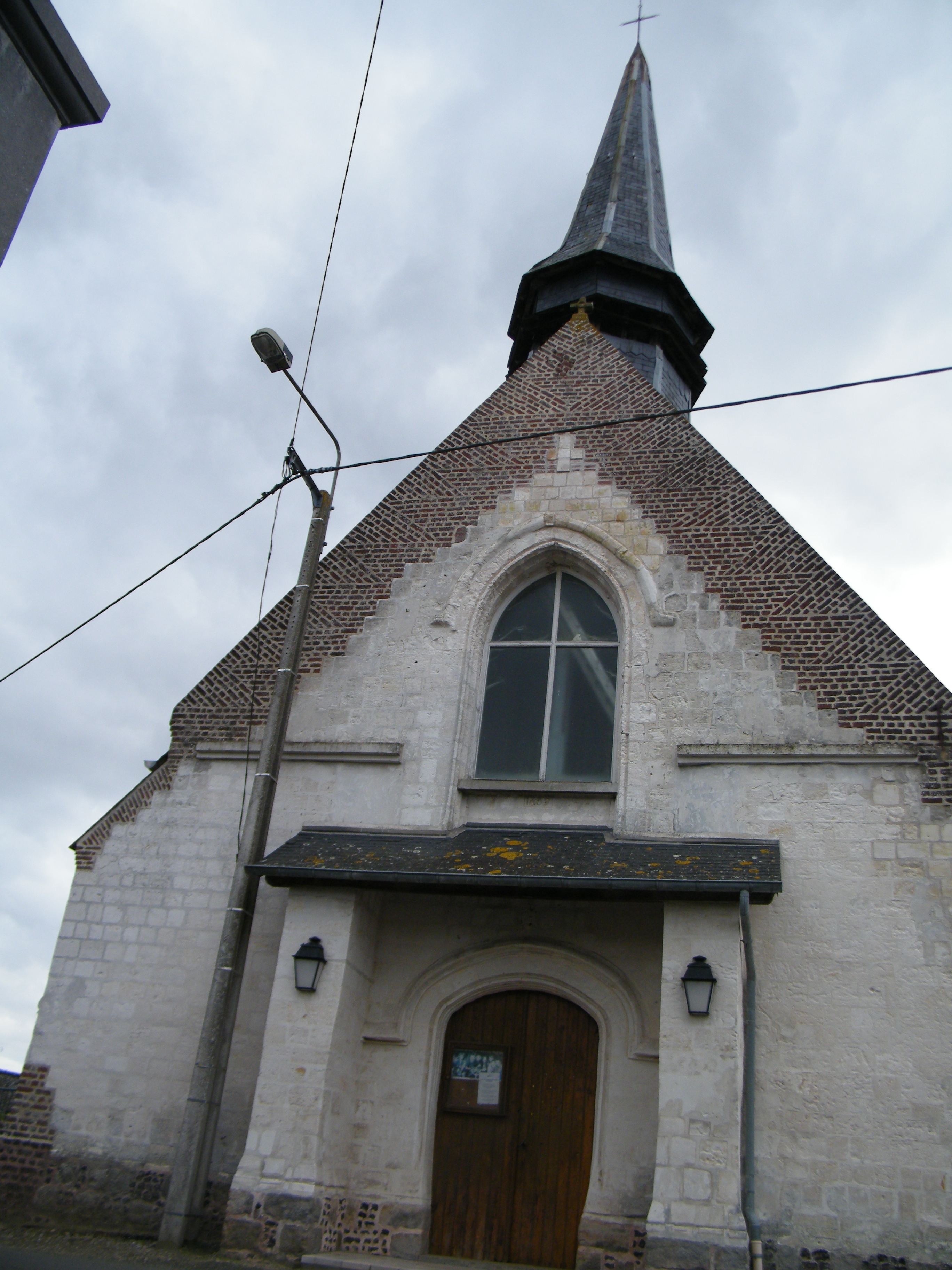
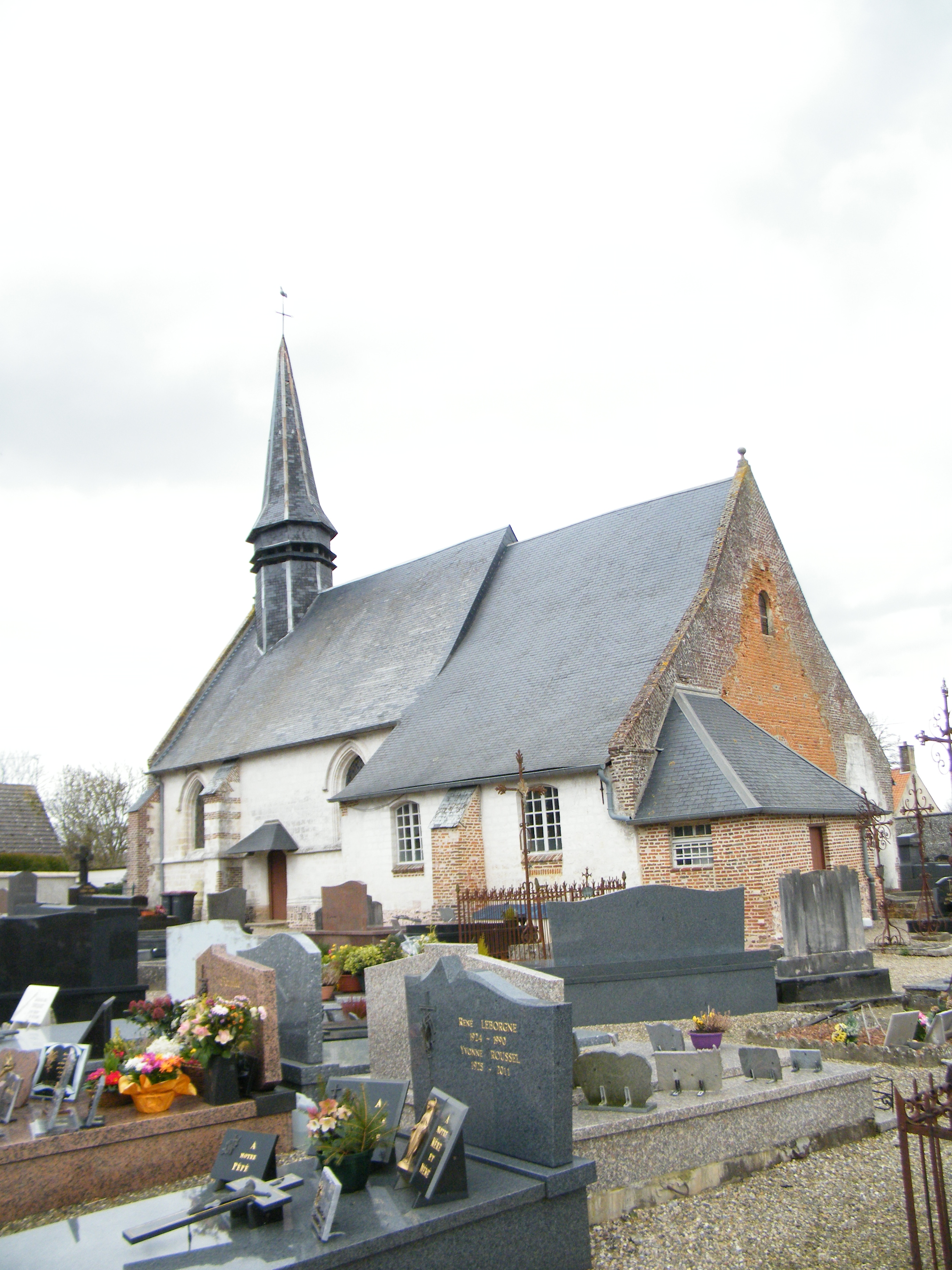
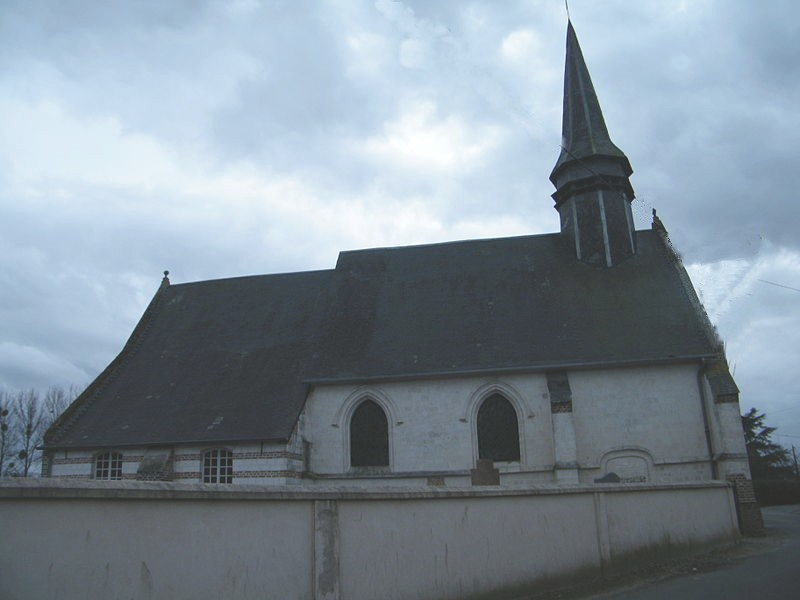
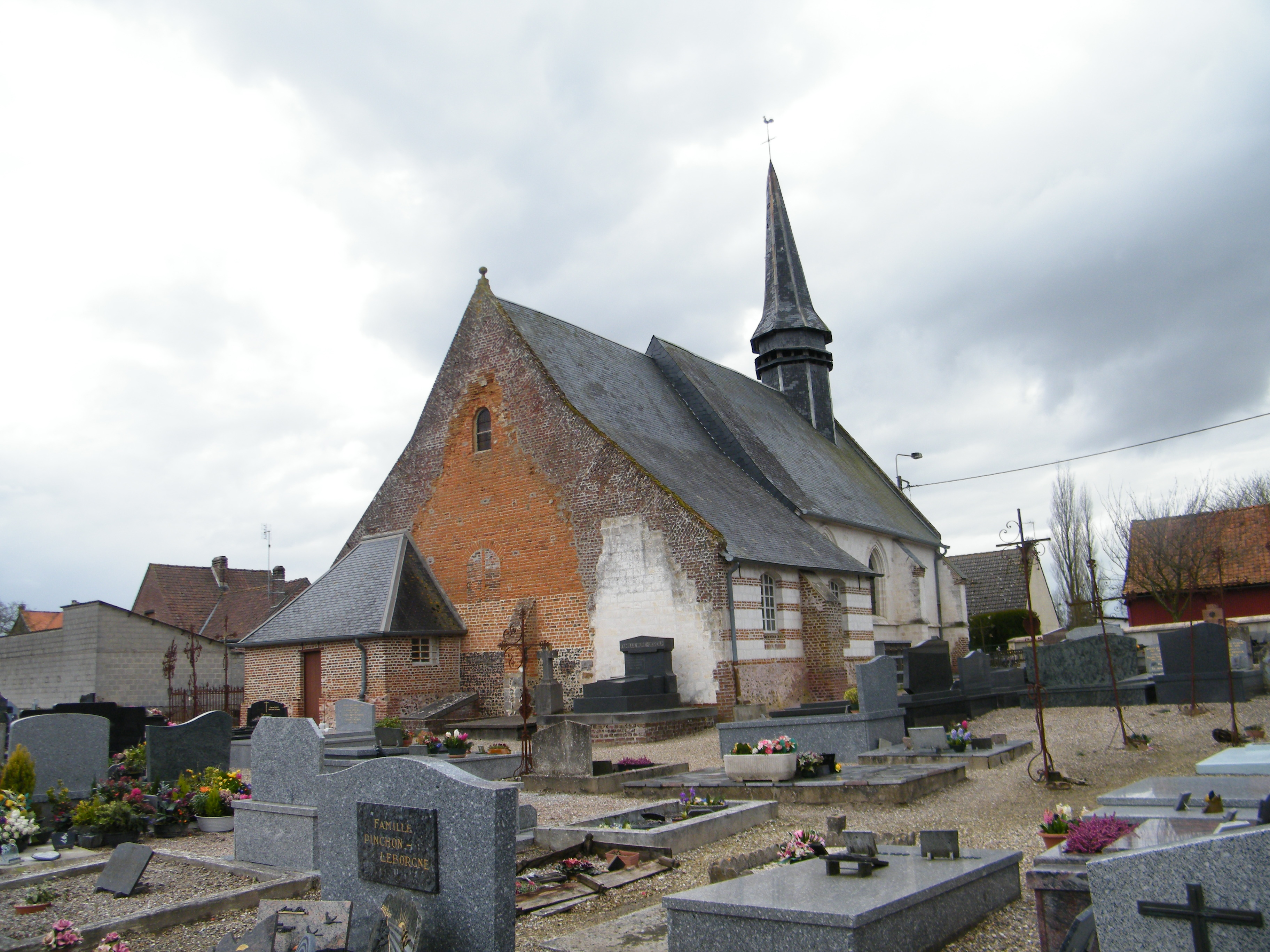